# Manggarmas
Manggarmas is een bestuurslaag in het regentschap Grobogan van de provincie Midden-Java, Indonesië. Manggarmas telt 4360 inwoners (volkstelling 2010).